# Aeroportul Arrabury
Aeroportul Arrabury (IATA: AAB, ICAO: YARY) este un aeroport din Queensland, Australia.
Situat la o altitudine de 92 m, aeroportul dispune de 1 pistă.

## Infrastructură

### Piste
Aeroportul dispune de o singură pistă. Pista are orientarea 16/34. 